# Strijdbijeenkomst

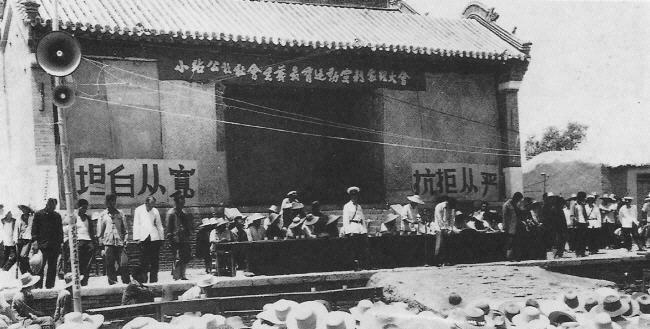
Strijdbijeenkomst

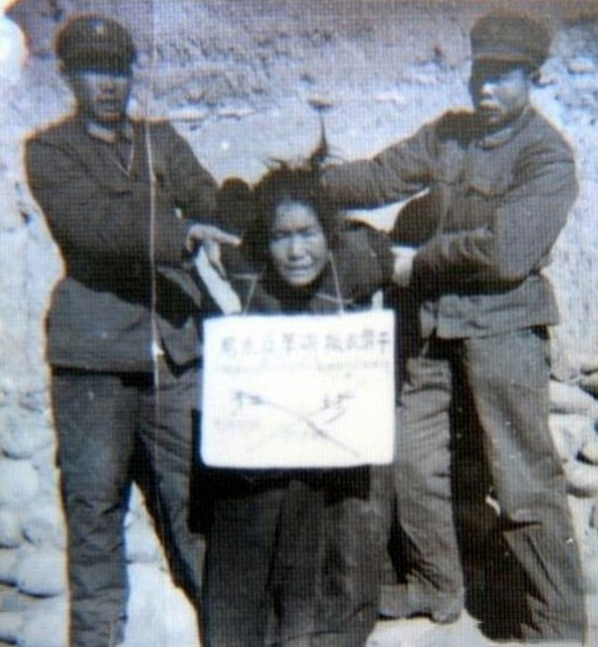
Een Tibetaanse vrouw die geslachtofferd wordt tijdens een strijdbijeenkomst, rond 1958

Een strijdbijeenkomst of vechtbijeenkomst was een methode van de Communistische Partij van China in de tijd van Mao Zedong om de publieke opinie te vormen en politieke rivalen of klassenvijanden te vernederen, te vervolgen en/of uit te schakelen.

## Jaren 50
In de jaren 50 begonnen de landhervormingen en spoorde de regering van Mao Zedong arme landloze Chinese boeren aan om met dodelijk geweld land van grootgrondbezitters in te nemen. Landeigenaren werden betiteld als de uitbuitende klasse (bōxuē jiējí). Strijdbijeenkomsten werden ook toegepast gedurende de Campagne voor de onderdrukking van contrarevolutionairen en de Drie-anti en Vijf-anti-campagne.

## Jaren 60 en 70
Tijdens de Culturele Revolutie vanaf midden jaren 60 werden talrijke strijdbijeenkomsten uitgevoerd door de Rode Gardes, waardoor miljoenen Chinezen het leven lieten tijdens de sessies zelf of erna in gevangenissen.
In bepaalde grootschalige sessies gingen onschuldige mensen voorop in een parade, waarna ze gewelddadig en woest door het publiek werden afgeranseld en in veel gevallen vervolgens werden geëxecuteerd door een vuurpeloton. In sommige gevallen werden tot 100.000 burgers gedwongen een strijdbijeenkomst bij te wonen.

## Slachtoffers
Miljoenen Chinezen lieten het leven tijdens strijdbijeenkomsten. Vaak werden ze betiteld als kapitalistische verrader, contrarevolutionair, rennende hond van de imperialistische kleinburgerij en dergelijke.
Ook vielen anderen ten prooi aan de strijdbijeenkomsten, zoals klassenvijanden en rivalen binnen de partij. Slechts enkele voorbeelden van bekende revolutionairen die strijdbijeenkomsten ondergingen zijn Liu Shaoqi, Deng Xiaoping, Zhu De en Peng Dehuai.
De Tibetaanse tiende pänchen lama onderging een thamzing-bijeenkomst van vijftig dagen nadat hij de kritische petitie van 70.000 tekens had overhandigd. Ook buitenlanders kregen te maken met de strijdbijeenkomsten, zoals de Engelse radiotechnicus Robert Webster Ford die voor de regering van historisch Tibet had gewerkt.

## Verbod vanaf 1978
Na de dood van Mao Zedong en het aantreden van Deng Xiaoping in 1978 kwam er een verbod op de strijdbijeenkomsten en verschillende andere gewelddadige campagnes die waren ontwikkeld tijdens het bewind van Mao.